# Vjatka (scooter)

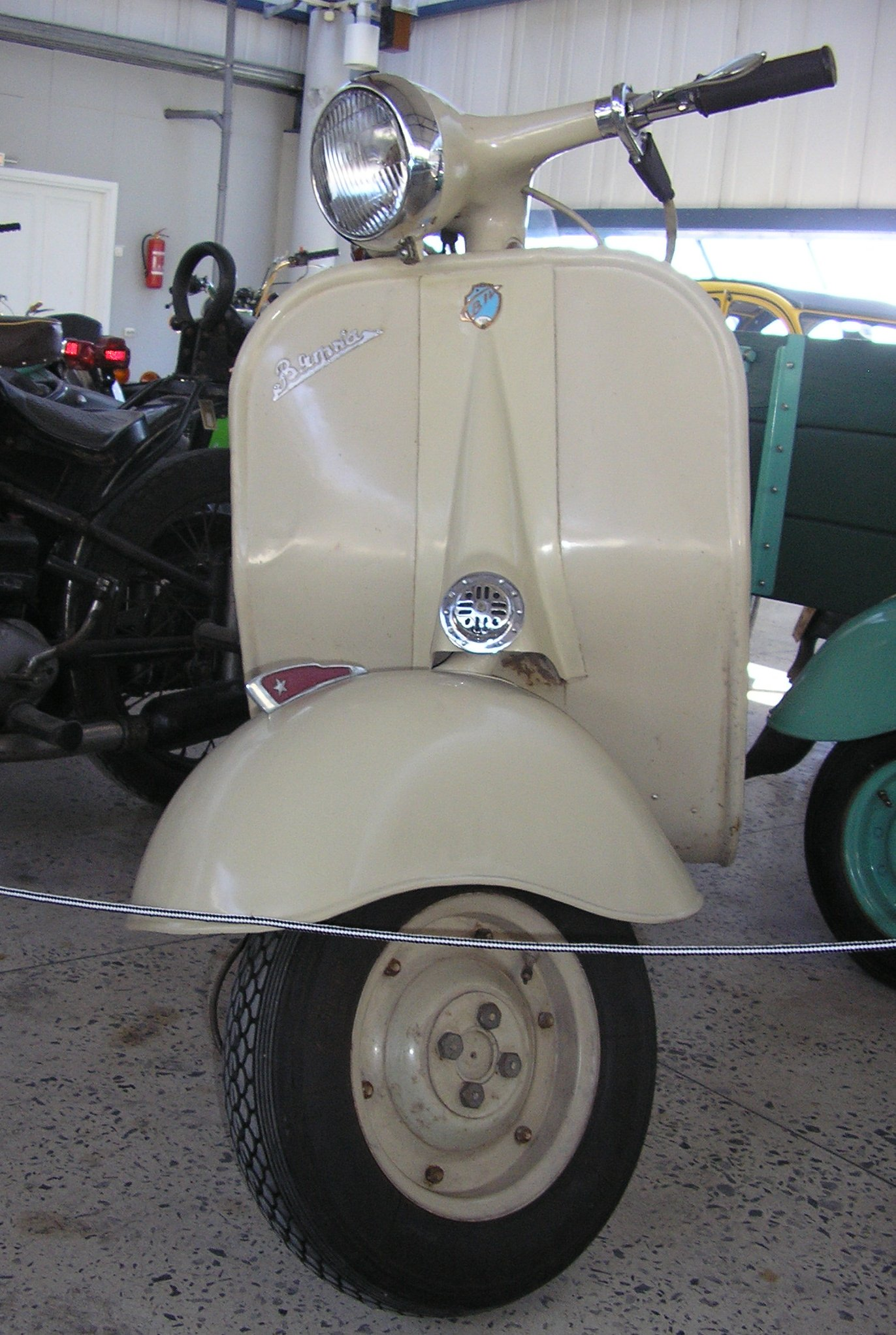
Vjatka

Vjatka (Russisch: Вятка) (1955-1969) is een Russisch historisch merk van scooters.
De Russische Vjatsko-Poljanski Machinefabriek lag in het Oblast Kirov, dat tot 1934 Vjatka heette. Men produceerde er aanvankelijk spoelen, maar in 1941 werd vanwege de oorlog de productie van het PPCH-machinegeweer verplaatst van Zagorsk naar Vjatsko-Poljanski. Na de oorlog ging men consumentenartikelen maken, zoals grammofoons, tondeuzes voor schaapscheerders en diervallen. In 1955 kwamen daar ook zijspannen, zadels en luchtfilters voor de ISH-motorfietsen bij. 
In dat jaar werden door de Russische regering een Vespa 150 Grand Sport en een Goggo 150 cc scooter gekocht met het doel deze te kopiëren. De Goggo ging in Toela in productie, de Vespa werd in Vyatscko-Polyanski gemaakt. De serieproductie van de Vjatka VP 150 scooter begon in 1956. In 1958 kwam daar ook de MG 150 vrachtscooter bij. De VP 150 ging in 1965 uit productie en werd vervangen door een eigen ontwerp, de V 150.